# Bernd Ohm
Bernd Ohm (* 1965 in Hoya an der Weser) studierte Anglistik, Hispanistik sowie Neuere und Neueste Geschichte an der Universität Augsburg. Später arbeitete er als Musiker, Drehbuchautor, Übersetzer, Übersetzungslektor und Berater für Softwarelokalisierung. Nach Stationen in Augsburg, München und Berlin lebt er heute mit seiner Familie in der Nähe Bremens. Wolfsstadt, 2015 bei ars vivendi Verlag erschienen, war sein Debütroman.

## Werke
- Wolfsstadt. ars vivendi verlag, Cadolzburg 2015, ISBN 978-3-86913-501-4.
- Das Schattencorps. ars vivendi verlag, Cadolzburg 2017, ISBN 978-3-86913-764-3.
- Sechs Tage im Herbst. grafit, Köln 2021, ISBN 978-3-89425-768-2.